# زبان هندوستانی
هندوستانی (دیواناگری: हिन्दुस्तानी، اردو: [a] هندوستانی‎) یا هندی – اردو (دیواناگری: हिन्दी-उर्दू، به اردو: هندی-اردو‎) زبان میانجی شمال هند و پاکستان است. این زبان در طول تاریخ تاریخی به نام‌های هندویی، هندَوی، زبان هند، زبان هندوستان، هندوستان کی بولی ("زبان هند")، ریخته و هندی نیز شناخته می‌شده‌است. گویش‌های منطقه‌ای آن در جنوب هند به زبان دکنی، در گجرات به زبان گوجری و در اطراف دهلی به زبان دهلوی یا اردو شناخته می‌شوند. هندوستانی یک زبان هندوآریایی است و پایه آن گویش هندی غربی دهلی، که به آن کهریبولی می‌گویند، می‌باشد. هندوستانی یک زبان چندکانونی، با دو گونه معیار هندی معیار نوین و اردوی معیار نوین است.
نخستین شعر نوشته شده به این زبان، به صورت هندی باستان است که به سال ۷۶۹ میلادی بازمی‌گردد. در دوره سلطان‌نشین دهلی، که بیشتر هندوستان، پاکستان شرقی، نپال جنوبی و بنگلادش تحت پوشش آن قرار داشت و منجر به تماس فرهنگ هندو و اسلامی شد، وام‌واژه‌های فارسی وارد هندی باستان شد و این زبان به شکل کنونی هندوستانی درآمد.
هسته واژگان این زبان از پراکریت (از نوادگان سانسکریت) است که از فارسی و عربی (از راه فارسی) وام‌واژه‌های بسیاری بدان وارد شده‌است. شمار گویشوران آن را فقط می‌توان تخمین زد. اتنولوگ در سال ۲۰۱۹ گزارش کرد که هندی و اردو، با داشتن ۷۸۵ میلیون گویشور زبان مادری و دوم، با هم سومین زبان پرگویشور جهان را پس از انگلیسی و ماندارین می‌سازند هر چند این شامل میلیون‌ها نفر است که در سرشماری هند زبان خود را «هندی» معرفی کرده‌اند، اما به غیر از هندوستانی به زبان‌های هندی دیگر صحبت می‌کند. تعداد کل هندی-اردوزبانان در سال ۱۹۹۵ بیش از ۳۰۰ میلیون نفر گزارش شده‌است که هندوستانی را به سومین یا چهارمین زبان پرگویشور در جهان تبدیل می‌کند.

## پیشینه
گونه نخستین هندوستانی کنونی در قرن ۷ تا ۱۳ میلادی از زبان هندوآریایی میانه اپبرمشه در شمال هند از گویش دهلوی از گروه هندی غربی زبان‌های هندوآریایی ایجاد شده‌است که به هندی باستان معروف است. پس از ورود حکومت اداری اسلامی به شمال هند، هندی باستان وام‌واژگان بسیاری را از زبان فارسی و عربی دریافت کرد که منجر به پیشرفت آن شد. در قرن هجدهم، نسخه‌ای به شدت فارسی‌شده از هندوستانی به نام زبان اردو پدید آمد. اهمیت روزافزون زبان هندوستانی در هند استعماری و ارتباط اردو با مسلمانان، هندوها را بر آن داشت تا نسخه سانسکریت‌شدهٔ هندوستانی را به کار برند که منجر به شکل‌گیری هندی نوین معیار یک قرن پس از ایجاد اردو شد.

## پراکندگی جغرافیایی
گرچه هندوستانی زبان میانجی شمال هند و پاکستان در جنوب آسیا است، هندوستانی توسط بسیاری از جوامع دور از وطن اهل جنوب آسیا و فرزندان آن‌ها در سراسر جهان، از جمله امریکای شمالی (برای نمونه هندوستانی از نظر سرعت رشد در کانادا اول است)، اروپا و خاورمیانه گفتگو می‌شود.
- جمعیت بزرگی در افغانستان، به ویژه در کابل، به دلیل محبوبیت و نفوذ فیلم‌ها و ترانه‌های بالیوود در منطقه و همچنین به دلیل سکونت جمعیت بزرگی از مهاجران افغانستانی در پاکستان در دهه‌های ۱۹۸۰ و ۱۹۹۰، هندی-اردو را می‌فهمند و صحبت می‌کنند.[۲۷][۲۸]
- هندی فیجی از گروه زبانی هندوستانی گرفته شده‌است و توسط فیجیایی‌های با اصالت هندی صحبت شود.
- هندوستانی همچنین یکی از زبان‌هایی بود که در زمان حکومت بریتانیا در برمه بسیار صحبت می‌شد. بسیاری از شهروندان پیر میانمار، به ویژه انگلیسی-هندی‌ها و انگلیسی-برمه‌ای‌ها، هنوز آن را می‌دانند، اگرچه از زمان شروع حکومت نظامی تاکنون هندوستانی هیچ وضعیت رسمی در این کشور نداشته‌است.
- هندوستانی همچنین در کشورهای شورای همکاری خلیج فارس، که کارگران مهاجر بسیاری از کشورهای مختلف جنوب آسیا در آن جا زندگی و کار می‌کنند، صحبت می‌شود.

## واژگان
واژگان اصلی هندی-اردو دارای یک پایه هندی است که از پراکریت گرفته شده‌است، که آن نیز به نوبه خود از سانسکریت گرفته شده‌است. هندی-اردو همچنین دارای مقدار قابل توجهی وام‌واژه از فارسی و عربی (از راه فارسی) است. هندوستانی شامل حدود ۵٬۵۰۰ واژه با اصالت فارسی و عربی است.

## سامانه نوشتاری
هندوستانی در طول تاریخ با الفباهای کیتهی، دیواناگری و اردو نوشته شده‌است. کیتهی و دیواناگری دو خط براهمایی بومی هند هستند، در حالی که الفبای اردو از خط فارسی-عربی مشتق شده و به شیوه نستعلیق نوشته می‌شود.
امروز، نوشتن هندوستانی با الفبای اردو همچنان در پاکستان ادامه دارد. در هند، گونه هندی رسماً به خط دیواناگری و اردو با الفبای اردو نوشته می‌شود، تا حدی که این دو گونه معیار با خطشان تعریف می‌شوند. با این حال، در انتشارات مشهور هند، اردو به خط دیواناگری نیز نوشته می‌شود.
| अ  | आ   | इ  | ई  | उ   | ऊ  | ए  | ऐ  | ओ  | औ  |
| -- | --- | -- | -- | --- | -- | -- | -- | -- | -- |
| ə  | a:  | ɪ  | i: | ʊ   | u: | e: | ɛ: | o: | ɔ: |
| क  | क़   | ख  | ख़  | ग   | ग़  | घ  | ङ  |    |    |
| k  | q   | kʰ | x  | ɡ   | ɣ  | ɡʱ | ŋ  |    |    |
| च  | छ   | ज  | ज़  | झ   | झ़  | ञ  |    |    |    |
| t͡ʃ | t͡ʃʰ | d͡ʒ | z  | d͡ʒʱ | ʒ  | ɲ  |    |    |    |
| ट  | ठ   | ड  | ड़  | ढ   | ढ़  | ण  |    |    |    |
| ʈ  | ʈʰ  | ɖ  | ɽ  | ɖʱ  | ɽʱ | ɳ  |    |    |    |
| त  | थ   | द  | ध  | न   |    |    |    |    |    |
| t̪  | t̪ʰ  | d̪  | d̪ʱ | n   |    |    |    |    |    |
| प  | फ   | फ़  | ब  | भ   | म  |    |    |    |    |
| p  | pʰ  | f  | b  | bʱ  | m  |    |    |    |    |
| य  | र   | ल  | व  | श   | ष  | स  | ह  |    |    |
| j  | ɾ   | l  | ʋ  | ʃ   | ʂ  | s  | ɦ  |    |    |

الفبای اردو
| ا | ب | پ | ت | ٹ | ث | ج | چ |
| ح | خ | د | ڈ | ذ | ر | ز | ژ |
| س | ش | ص | ض | ط | ظ | ع | غ |
| ف | ق | ک | گ | ل | م | ن | ں |
| و | ه | ه | ء | ی | ی |   |   |

## متن نمونه
نمونه‌ای از یک گفتگوی محاوره‌ای هندوستانی:
- دیواناگری: यह कितने का है?
- اردو: یه کتنی کا هی؟‎
- لاتین‌نویسی: Yah kitnē kā hai?
- فارسی: قیمت این چند است؟